# Ronfeugerai
Ronfeugerai foi uma comuna francesa na região administrativa da Normandia, no departamento Orne. Estendia-se por uma área de 6,56 km². Em 2010 a comuna tinha 334 habitantes (densidade: 50,9 hab./km²).
Em 1 de janeiro de 2016, passou a formar parte da nova comuna de Athis-Val de Rouvre.